# Комо (Папуа Нова Гвінея)
Комо (Komo) — місто в провінції Гела, район Комо-Маґаріма, Папуа Нова Гвінея. Місто має приватний аеродромний майданчик довжиною 3200 м, Komo Airfield (AYXM), яку обслуговує ExxonMobil. Поблизу Газоконденсатне родовище Гайдес. 